# Dynastia (serial telewizyjny 2017)
Dynastia – amerykański serial wyprodukowany przez Fake Empire Productions oraz CBS Studios, który jest remakiem opery mydlanej o tym samym tytule.

## Fabuła
Sezon 1
Serial opowiada o losach rodziny Carringtonów. Główną bohaterką jest Fallon Carrington, która jest pewna, że zostanie wyznaczona przez ojca na jego następczynię. Nieoczekiwanie Blake Carrington wzywa Fallon i Stevena, aby przedstawić im swoją nową żonę, Cristal. Od tego momentu córka Carringtona stara się udowodnić, że jej macocha jest oszustką.
Sezon 2
Do rodziny wkrótce dołączy nowa osoba, zaginiony syn Adam, Blake poznaje nową Cristal, Fallon sprzedaje imperium rodzinne, a tymczasem klany Carringtonów i Colbych wciąż walczą o fortunę i życie swoich dzieci.
Sezon 3
Blake jest oskarżony o morderstwo. Fallon traci Femperial. Klany Carringtonów i Colbych rywalizują o wpływy. Do Atlanty wraca także była żona Blake'a Alexis, z nową twarzą, nowym mężczyzną i z mnóstwem spraw do załatwiania.
Sezon 4
Fallon przeżyła swój wieczór panieński. Teraz chce tylko w spokoju poślubić Liama. Cristal i Blake próbują odbudować swoje małżeństwo. Alexis i Dominique, dawne rywalki łączą siły w osiągnięciu wspólnego celu. Związek Adama i Kirby zaczyna się komplikować, kiedy do Atlanty ktoś z przeszłości dziewczyny. Sammy Jo próbuje rozbudować swój hotel z pomocą Culhane'a.
Sezon 5
Tragiczny finał poprzedniego sezonu wstrząsnął Carringtonami. Wiele przeciwności czeka do pokonania przez Fallon. Alexis trafia za kratki za przestępstwo, którego nie popełniła. Wszystko wskazuje bowiem, że to naprawdę Adam był zaangażowany w zbrodnię. Amanda robi wszystko, aby oczyścić matkę z zarzutów. W życiu Cristal i Blake pojawia się Rita — sobowtórka Cristal, która wyraźnie nie ma dobrych intencji. Jeff znajduje się w środku niebezpiecznej wojny, której nie jest pewien, czy może wygrać. Tymczasem Dominique chce poszerzyć swój zasięg w branży modowej, dając Kirby kolejną szansę powrotu do kariery. Culhane postanawia odnaleźć wieczną miłość, a Sam otwiera swoje serce tylko po to, by odkryć rodzinny sekret. 

## Obsada

### Główna
- Elizabeth Gillies jako Fallon Carrington | Alexis Carrington (2. sezon)
- Grant Show jako Blake Carrington
- Nathalie Kelley jako Celia Machado, później Cristal Carrington z d. Flores (1. sezon)
- Ana Brenda Contreras jako Cristal Jennings z d. Flores (2. sezon)
- Daniella Alonso jako Cristal Jennings z d. Flores (sezon 3-5) | Rita (sezon 5)
- Nicollette Sheridan jako Alexis Carrington z d. Morell (sezon 1-2)
- Elaine Hendrix jako Alexis Carrington Colby (sezon 3-5)[1]
- Sam Underwood jako Adam Carrington (sezon 2-5)
- Alan Dale jako Joseph Anders (sezon 1-4)
- James Mackay jako Steven Carrington (sezon 1)
- Adam Huber jako Liam Ridley
- Michael Michele jako Dominique Deveraux Carrington (sezon 2-5)
- Sam Adegoke jako Jeff Colby
- Robert Christopher Riley jako Michael Culhane
- Rafael de La Fuente jako Sam Josiah „Sammy Jo” Flores
- Maddison Brown jako Kirby Anders (sezon 2-5)
- Eliza Bennett jako Amanda Carrington (sezon 4-5)[2]

### Drugoplanowa
- James Mackay jako Steven Carrington (s02e01–s02e04, s02e14, s05e22)
- Wakeema Hollis jako Monica Colby
- Brianna Brown jako Claudia Blaisdel
- Nick Wechsler jako Matthew Blaisdel
- KJ Smith jako Kori Rucks
- Dave Maldonado jako Willy Santiago, przyjaciel Matthew
- Michael Beach jako Aaron Stansfield, szef policji
- Bill Smitrovich jako Thomas Carrington, ojciec Blake’a
- Hakeem Kae-Kazim jako Cecil Colby, ojciec Jeffa i Moniki
- Luis Fernández jako Alejandro Silva, ojciec Sam'a
- Rick Hearst jako Senator Paul Daniels
- Kelly Rutherford jako Melissa Daniels
- Steven Culp jako Tim Meyers

## Odcinki
| Sezon | Odcinki | Oryginalna emisja w CW | Oryginalna emisja w CW | Oryginalna emisja w Netflix | Oryginalna emisja w Netflix | Oryginalna emisja w Netflix |
| Sezon | Odcinki | Premiera sezonu        | Finał sezonu           | Premiera sezonu             | Finał sezonu                |                             |
| ----- | ------- | ---------------------- | ---------------------- | --------------------------- | --------------------------- | --------------------------- |
| 1     | 22      | 11 października 2017   | 11 maja 2018           | 12 października 2017        | 12 maja 2018                |                             |
| 2     | 22      | 12 października 2018   | 24 maja 2019           | 13 października 2018        | 25 maja 2019                |                             |
| 3     | 20      | 11 października 2019   | 8 maja 2020            | 23 maja 2020                | 23 maja 2020                |                             |
| 4     | 22      | 7 maja 2021            | 1 października 2021    | 22 października 2021        | 22 października 2021        |                             |
| 5     | 22      | 20 grudnia 2021        | 16 września 2022       |                             |                             |                             |

## Produkcja
28 stycznia 2017 roku stacja The CW ogłosiła zamówienie pilotowego odcinka serialu.
W tym samym miesiącu poinformowano, że Nathalie Kelley wcieli się w rolę Cristal Flores.
W kolejnym miesiącu ogłoszono, że do obsady dołączyli: Elizabeth Gillies jako Fallon Carrington, Sam Adegoke jako Jeff Colby oraz Robert Christopher Riley jako Michael Culhane.
Na początku marca 2017 roku, poinformowano, że rolę Blake'a Carringtona otrzymał Grant Show.
W tym samym miesiącu, do obsady dołączyli: Alan Dale, Rafael de La Fuente oraz Brianna Brown.
11 maja 2017 roku stacja The CW zamówiła serial na sezon telewizyjny na sezon 2017/18, którego emisja została zaplanowana na jesień 2017 roku.
Na początku września 2017 roku, ogłoszono, że KJ Smith dołączył do dramatu jako Kori Rucks.
W listopadzie 2017 r. Nicollette Sheridan została obsadzona w roli byłej żony Blake'a, Alexis Carrington. 
W kwietniu 2018 stacja The CW ogłosiła produkcję 2. sezonu. 
W czerwcu 2018 roku Kelley poinformowała, że nie wróci w drugim sezonie. The CW ogłosiło w sierpniu 2018 r., że Ana Brenda Contreras została obsadzona jako "prawdziwa Cristal Flores" w drugim sezonie. Maddison Brown została również obsadzona jako córka Andersa, Kirby .
W listopadzie 2018 r. The CW ogłosiło, że James Mackay nie należy już do głównej obsady serialu, a jego bohater będzie pojawiał się sporadycznie. 
1 lutego 2019 ogłoszono, że stacja The CW zamówiła 3. serię serialu na sezon 2019/2020.
26 lutego ogłoszono, że Nicollette Sheridan (Alexis Carrington) odchodzi z serialu z przyczyn prywatnych. Sheridan wydała w swoim oświadczeniu, że odchodzi, by spędzić więcej czasu ze swoją nieuleczalnie chorą matką w Los Angeles.
22 marca ogłoszono, że Michael Michele dołączyła do obsady 2. sezonu Dynastii. Aktorka wcieli się w matkę rodu Colbych, Dominique Deveraux.
W kwietniu ogłoszono, że w rolę "spalonej Alexis" wcieli się Amy Sutherland, która zagra gościnnie w 2. odcinkach. 
W końcówce 17. odcinka 2. sezonu po operacji plastycznej, po ściągnięciu bandaży w roli Alexis zobaczyliśmy Elizabeth Gillies, która w serialu wciela się w córkę Alexis, Fallon. Okazało się, że Elizabeth Gillies, która w serialu gra Fallon, wcieli się również w "nową" Alexis, gościnnie w kilku odcinkach. 
8 lipca rozpoczęły się zdjęcia na planie 3. sezonu.
30 lipca ogłoszono, że Ana Brenda Contreras nie wróci w 3. sezonie. Tego samego dnia ogłoszono, że w rolę Cristal Jennings od nowego sezonu wcieli się Daniella Alonso.
Elaine Hendrix w grudniu 2019 dołączyła do obsady jako nowa Alexis.
7 stycznia The CW oficjalnie przedłużyło serial o 4. sezon.
W marcu 2020 zdjęcia do serialu zostały przerwane związku z pandemią koronawirusa.
Premiera 4. sezonu w związku z pandemią koronawirusa została przeniesiona na wiosnę 2021.
Na początku lutego 2021, stacja potwierdziła produkcję piątego sezonu.
12 maja 2022 stacja The CW ogłosiła zakończenie serialu na aktualnie wyemitowanym 5. sezonie.